# 1150 هـ
1150 هـ هي سنة في التقويم الهجري امتدت مقابلةً في التقويم الميلادي بين سنتي 1737 و1738.

## مواليد
- عبد الله الشرقاوي.
- حسين العشاري
- أبو العباس أحمد التيجاني

## وفيات
- راشد بن خميس الحبسي